# Gilles Bertould
Gilles Bertould (* 16. Mai 1949 in Plumaudan, Côtes-d’Armor) ist ein ehemaliger französischer Leichtathlet. Bei einer Körpergröße von 1,76 m betrug sein Wettkampfgewicht 63 kg.
Bei den Olympischen Spielen 1968 schied Gilles Bertould im 400-Meter-Lauf im Viertelfinale aus. Mit der französischen 4-mal-400-Meter-Staffel erreichte er den Endlauf, belegte dann aber nur Platz acht. Im folgenden Jahr bei den Europameisterschaften 1969 erreichte er das Halbfinale. Als Startläufer der französischen Staffel wurde er Europameister in 3:02,3 min.
Auch bei den Europameisterschaften 1971 gelang ihm der Finaleinzug über 400 Meter nicht. Mit der Staffel wurde er Sechster. 1972 stand Bertould in der 4-mal-2-Runden-Staffel bei den Halleneuropameisterschaften in Grenoble und gewann Bronze; allerdings waren nur drei Staffeln am Start. Bei den Olympischen Spielen 1972 schied Bertould erneut im Viertelfinale aus und ebenfalls erneut erreichte er mit der Staffel das Finale. Diesmal gewann er mit der französischen Staffel in 3:00,65 min die Bronzemedaille hinter den Staffeln aus Kenia und Großbritannien.